# Zamek Zelená Hora
Zamek Zelená Hora (niem. Schloss Grünberg) – wczesnobarokowy kompleks zamkowy na szczycie pagórka o tej samej nazwie, panujący nad miasteczkiem Nepomuk w południowo-zachodnich Czechach. Zamek ten nieraz wpisał się w historię Czech, m.in. jako miejsce założenia tzw. Zielonogórskiej Unii (niem. Grünberger Allianz, cz. Zelenohorská jednota), jako miejsce znalezienia rzekomo najstarszego czeskiego pisma, tzw. rękopisu zielonogórskiego, a także posiada ponoć najstarszy w Czechach wodociąg.

## Geografia
Zamek znajduje się na szczycie 536 metrowego pagórka leżącego około kilometra na północ od miasteczka Nepomuk, na prawo od ujścia strumienia Mihovka do rzeki Úslava. Teren zamku należy oficjalnie nie do pobliskiego miasta, lecz do gminy Klášter. Obok trzypiętrowego zamku w formie podkowy z wieżą we wschodnim skrzydle do kompleksu należy również barokowy kościół Wniebowzięcia N.M.P. oraz historyczny magazyn.

## Nazewnictwo
Wedle lokalnej legendy nazwa tego miejsca jako Zelená Hora (po polsku Zielona góra lub niemiecku Grünberg) wiąże się z osobą Świętego Wojciecha, który ponoć tutaj przebywał i czynił cuda. W kaplicy zamkowej znajdują się kamienie, na których św. Wojciech odpoczywał.
I tak podczas pobytu św. Wojciecha w tej okolicy była susza. Na prośbę ludności św. Wojciech wybłagał od Boga, modląc się na pagórku dominującym całą okolicę, aby przyszedł życiodajny deszcz. Tu też najpierw zaczęło padać i cała góra w okamgnieniu się zazieleniła. Odtąd nosi ona nazwę Zelená Hora.

## Historia

### Początki
Pierwsza historyczna wzmianka o zamku Zelena Hora pochodzi z 1221 roku, kiedy to król Czech Przemysł Ottokar I zwolnił opata pobliskiego klasztoru ze świadczeń na rzecz nowo wzniesionych zamków Teslín, Prácheň i Zelená Hora. Było to zapewne proste grodzisko, które długo nie stało. Później przeszło w posiadanie klasztoru, którego okolicznych włości strzeżono z wieży wartowniczej.

### Średniowieczna warownia
W roku 1419 husyci zajęli klasztor i pobliską górę. Ich dowódca Mikuláš z Husi a Pístného zbudował na górze swą umocnioną siedzibę, którą wkrótce potem zdobyli wierni cesarzowi katoliccy Śwanberkowie. Po zniszczeniu pobliskiego klasztoru przez husytów Jana Žižki, cesarz rzymski i król Czech Zygmunt Luksemburski przekazał zamek wraz z okolicznymi dobrami klasztornymi i miastem Nepomuk 22 sierpnia 1420 roku rodzinie Śwanberków. W 1449 roku przechowywano w zakrystii kaplicy zamkowej czeskie insygnia koronacyjne, by uniemożliwić koronację Jerzego z Podiebradów na króla Czech. W 1464 Hynek Krušina ze Švamberka sprzedał zamek Zdenkowi ze Śternberka. W tzw. Czarnej Komnacie zielonogórskiego zamku 16 czeskich magnatów podpisało 28 listopada 1465 roku zawiązując tzw. Unię Zielonogórską, tj. przymierze dążące do obalenia husyckiego króla, Jerzego z Podiebradów. W tejże sali 14 kwietnia 1467 unioniści podpisali układ przymierza z cesarzem Fryderykiem III, po tym jak papież Paweł II ekskomunikował Podiebrada.

### Przebudowa na zamek
W latach 1670–1688 Václav Vojtěch ze Šternberka przebudował kompleks zamkowy, nadając mu wczesnobarokowy wygląd. Od tej pory zamek był używany przez swych posiadaczy jako zamek mieszkalny lub myśliwski.

### Rody szlacheckie władające zamkiem
- Schwanberg alias Švamberk (1420–1464)
- Sternberg alias Šternberk (1464–1726)
- Martinic (1726–1784)
- Colloredo-Mansfeld (1784–1852)
- Auersperg (1852–1931)

### Kontrowersje dotyczącerękopisu zielonogórskiego
W 1817 roku, kiedy Czesi zaczęli na nowo odkrywać swoją narodowość, urzędnik Josef Kovář miał odkryć na zamku zwój z dwóch kartek pergaminu ze starym rękopisem. Dziekan z Nepomuka uznał ten dokument za staroczeskie pismo z VIII–IX wieku. Tak zwany „rękopis zielonogórski” byłby wówczas najstarszym czeskim tekstem. Dlatego po otwarciu Czeskiego Muzeum Narodowego w Pradze w 1818 roku rękopis został anonimowo przesłany do rąk jednego ze współtwórców tego muzeum, Franciszkowi Antoniemu von Kolowrat-Liebsteinskyemu. Ale już w połowie XIX wieku rozgorzały wokół tego rękopisu kontrowersje, w wyniku których jeszcze przed upływem tegoż wieku udowodniono, iż ów rękopis został sfałszowany przez nacjonalistycznego pisarza Wacława Hankę.

### Czasy nowożytne
W 1911 roku dodano zamkowi trzecią kondygnację nie zmieniając jednak jego wyglądu. W nowo powstałej Czechosłowacji posiadanie zamku stało się jednak więcej brzemieniem niż zaszczytem, ponieważ na skutek parcelacji w 1921 roku zamek został prawie kompletnie pozbawiony niezbędnych do utrzymania go dóbr. Dlatego Engelbert Ferdinand von Auersperg sprzedał zamek w 1931 roku praskim fabrykantom, Karel i Marie Plavcom. W 1938 roku odkupił im tę posiadłość Karel Blažek, jednakże jeszcze w tym samym roku majątek został skonfiskowany na rzecz skarbu państwa z powodu zaległości podatkowych. W latach 1939–1945, podczas II wojny światowej, zamek znajdował się w rękach Wehrmachtu i na koniec został spustoszony. Po wojnie resztki inwentarza przeniesiono do innych obiektów, sam zaś zamek przejęła Czechosłowacka Armia Ludowa. Po opuszczeniu przez nią zamku w 1990 roku obiekt zaczął obracać się w ruinę, i zajęła się nim gmina. W latach 90. zamek był kulisą filmową. Od 2015, po zakończeniu prac remontowych, obiekt jest użytkowany jako siedziba firmowa, centrum konferencyjne oraz kulturalne.